# الحامه (الجرید)
الحامه (به عربی: الحامة) یک منطقهٔ مسکونی در تونس است که در استان توزر واقع شده‌است.